# Gabriel Palmeros
Gabriel Palmeros Valadez (nació el 2 de diciembre de 1976 en Puebla, México) es un exfutbolista mexicano; se desempeñaba como lateral por derecha. Debutó en el 2001 con Club Santos Laguna y se retiró en el 2007 con Jaguares de Chiapas.

## Trayectoria
Empezó su carrera en las fuerzas básicas del Club Santos Laguna.  
Debutó en la Primera División de México el 12 de septiembre del 2001, enfrentando a Club Universidad Nacional en el Estadio Corona, en partido correspondiente a la Jornada 5 del Invierno 2001; los Alviverdes ganaron 1-0.
De cara al Apertura 2005 fue fichado por Jaguares de Chiapas,  a petición expresa de Fernando Quirarte, entrenador que lo debutó en el cuadro lagunero.

### Clubes
| Club                       | País   | Año           |
| -------------------------- | ------ | ------------- |
| Real Sociedad de Zacatecas | México | 1999-2001     |
| Club Santos Laguna         | México | 2001-2005     |
| Jaguares de Chiapas        | México | 2005-2007     |
| Jaguares B (Cárnet)        | México | Apertura 2007 |

## Estadísticas

### Partidos y goles
| Competencia                | Partidos | Goles |
| -------------------------- | -------- | ----- |
| Primera División de México | 124      | 0     |
| Primera División 'A'       | 2        | 0     |
| InterLiga 2004             | 4        | 1     |
| Copa Libertadores 2004     | 3        | 0     |
| Total                      | 133      | 1     |

* En la Primera División 'A', no se incluyen los números registrados en la Real Sociedad de Zacatecas.

## Palmarés

### Otro campeonato
| Título         | Club               | Sede           |
| -------------- | ------------------ | -------------- |
| InterLiga 2004 | Club Santos Laguna | Estados Unidos |